# 纳西尔·比南利
纳西尔·比南利（1953年11月23日—2008年12月17日）是马来西亚演员、作曲家、音乐家和歌手。他也是已故巨星比·南利的儿子。

## 逝世
2008年12月17日下午5点10分，纳西尔在吉隆坡医院因心脏和肾衰竭去世，享年55岁。他被埋葬在吉隆坡安邦路穆斯林公墓，位于父亲比·南利墓地隔壁。出席葬礼者包括前政府首席秘书阿末沙基、资深演员阿都阿兹·萨塔尔等。

## 个人生活
纳西尔结过三次婚，有七个孩子。